# Mirzo Tursunzoda
Mirzo Tursunzoda (tadzjikiska: Мирзо Турсунзода; ryska: Мирзо Турсун-Заде, Mirzo Tursun-Zade) född 19 april (eller 2 maj) 1911 i Karatag i emiratet Buchara i ryska imperiet, död 24 september 1977 i Dusjanbe, var en tadzjikisk sovjetisk poet. Tursunzoda var även medlem i högsta Sovjet i Sovjetunionen och medlem av kommunistpartiet i Tadzjikistan. Han skrev både på ryska och tadzjikiska. Nästan alla av Tursunzodas verk har översatts till ryska. År 2001 gavs han titeln "Tadzjikistans hjälte". År 2011 uppmärksammades genom Unesco 100-årsdagen av Tursunzoda både i Tadzjikistan och i världen. 
Efter Mirzo Tursunzodas död beslöt man att uppkalla staden Regar i västra Tadzjikistan efter honom, som numer går under namnet Tursunzoda. Mirzo Tursunzoda finns även porträtterad på 1-somonisedlarna, som är Tadzjikistans nationella valuta.

### Fotnoter
1. ↑  ”E. Rahmon: “All his life Mirzo Tursunzoda dedicated to serving people "” (på engelska). Avesta. 15 oktober 2011. Arkiverad från originalet den 4 mars 2016. https://web.archive.org/web/20160304194144/http://www.avesta.tj/eng/society/766-e-rahmon-all-his-life-mirzo-tursunzoda-dedicated-to-serving-people-.html. Läst 1 maj 2012.
2. ↑  Juldosjev, Avaz (28 september 2011). ”Tajikistan marks 100th birthday anniversary of Mirzo Tursunzoda” (på engelska). News.tj. Arkiverad från originalet den 4 november 2011. https://web.archive.org/web/20111104064647/http://news.tj/en/news/tajikistan-marks-100th-birthday-anniversary-mirzo-tursunzoda. Läst 1 maj 2012.